# Huis Água Rosada
Het huis Água Rosada ook wel bekend als de Água Rosada-dynastie waren leden uit de Água Rosada-Kanda de laatste heersende dynastie van het koninkrijk Kongo in de 19e en 20e eeuw. Tijdens de Kongolese burgeroorlog behoorde het tot de belangrijkste facties, naast de Mpanzu-, Nlaza- en Kinkanga a Mvika-kanda's.

## Etymologie
In het Portugees betekent "Água Rosada" "Roze Water", een verwijzing naar de Kongorivier.

## Oorsprong
Het huis Água Rosada werd opgericht door de drie zonen van koning Sebastião I van Kongo, een lid van het huis Kinlaza. Zijn echtgenote behoorde tot het Huis Kimpanzu, waardoor het Huis van Água Rosada voortkwam uit een samensmelting van beide dynastieën. Dit gaf hen dezelfde oorsprong als de andere heersende huizen en dus de legitimiteit om te regeren.
De drie broers vestigden zich aanvankelijk in de bergvesting van Kibangu. Tijdens de burgeroorlog claimden alle partijen de koninklijke titel over Kongo, of wat daarvan nog restte, maar hun macht reikte zelden verder dan hun eigen vestingen en de directe omgeving.
Het huis Água Rosada kwam op de voorgrond toen Pedro IV van Kongo in 1709 het rijk herenigde en zo een einde maakte aan 44 jaar burgeroorlog. Later stelde hij een doctrine van gedeelde macht in, waarbij de troon afwisselend zou overgaan tussen de Kinlaza en de Kimpanzu. Ondertussen bleef het Huis Água Rosada schijnbaar neutraal in Pedro's vesting Kibangu.
In totaal leverde het huis Água Rosada acht Mwene Kongo's, waaronder de laatste vijf.